# OpenCanvas
openCanvas ist eine Bildverarbeitungs- und Zeichensoftware, die auf das digitale Malen und Zeichnen am Computer spezialisiert ist.
Das Programm wird mit einer auf Japanisch gefassten Programmoberfläche sowie auch in einer englischsprachigen Version vertrieben (Stand: September 2007).

## Vertrieb
Das Programm wurde bis zur Version 1.1-b72 als Freeware vertrieben. Neben der kostenlos herunterladbaren Testversion auf der Herstellerwebsite ist das Programm mit Version 4.5 in zwei unterschiedlichen Funktionalitätsumfängen zu erwerben.

## Funktionsumfang
Die Entwicklung richtete sich von Grund auf darauf aus, dass openCanvas ein Werkzeug zum Zeichnen am Computer ist, daher ist es von den Leistungsmerkmalen weit weniger umfangreich als professionell eingesetzte Software wie Adobe Photoshop und Corel Painter und somit aufgrund der verhältnismäßig geringen Systemanforderungen auch auf weniger leistungsfähigen Systemen nutzbar.
Bis zur letzten Freeware-Version 1.1b72 war eine Paint-chat-Komponente fixer Bestandteil der Software, jedoch wurde diese Funktion mit Version 2 entfernt.